# Hyperexponentiële verdeling
De hyperexponentiële verdeling is een continue kansverdeling.

## Definitie
Een stochastische variabele {\displaystyle X} heet hyperexponentieel verdeeld, als {\displaystyle X} met kans {\displaystyle p_{i},\ i=1,\ldots ,n} verdeeld is als een  toevalsvariabele {\displaystyle X_{i}} die exponentieel verdeeld is met parameter {\displaystyle \lambda _{i}}. 
De kansdichtheid is voor {\displaystyle x>0} gegeven door:
{\displaystyle f_{X}(x)=\sum _{i=1}^{n}p_{i}\,\lambda _{i}e^{-\lambda _{i}x}}

## Eigenschappen
De verwachting van een hyperexponentieel verdeelde toevalsvariabele {\displaystyle X} is:
{\displaystyle \operatorname {E} (X)=\int _{-\infty }^{\infty }xf_{X}(x)\,\mathrm {d} x=\int _{0}^{\infty }x\sum _{i=1}^{n}p_{i}\,\lambda _{i}e^{-\lambda _{i}x}\,\mathrm {d} x=\sum _{i=1}^{n}p_{i}\operatorname {E} (X_{i})=\sum _{i=1}^{n}\,{\frac {p_{i}}{\lambda _{i}}}}
De momentgenererende functie van de hyperexponentiële verdeling is:
{\displaystyle M_{X}(t)=\operatorname {E} \left(e^{tX}\right)=\int _{0}^{\infty }e^{tx}f_{X}(x)\,\mathrm {d} x=\sum _{i=1}^{n}p_{i}\int _{0}^{\infty }e^{tx}\lambda _{i}e^{-\lambda _{i}x}\,\mathrm {d} x=}
{\displaystyle =\sum _{i=1}^{n}p_{i}M_{X_{i}}(t)=\sum _{i=1}^{n}p_{i}\left({\frac {\lambda _{i}}{\lambda _{i}-t}}\right)}